# Ernst Westman (målare)
Ernst Ludvig Westman, född 19 juni 1863 i Gävle, död 2 september 1949 i Stockholm, var en svensk målare.
Han var son till grosshandlaren Johan Ludwig Westman och Emma Elisabeth Holmström samt bror till Edvard Westman. Han studerade vid Konstakademien i Stockholm 1882–1884 och fortsatte därefter sina studier vid en utländsk akademi 1887. Vid faderns död 1893 ställdes han under förmyndare.